# المغرب في الألعاب البارالمبية الصيفية 2012
شارك المغرب في الألعاب البارالمبية الصيفية 2012 والتي أقيمت في لندن ببريطانيا في الفترة ما بين 29 أغسطس و 9 سبتمبر 2012، بفريق مكون من 31 رياضي ينافسون في 4 ألعاب.